# Hospital Marítimo de Torremolinos
El Hospital Marítimo de Torremolinos es un centro hospitalario gestionado por el Servicio Andaluz de Salud, ubicado en el municipio español de Torremolinos, junto a las playas de Playamar y Los Álamos. 
Forma parte del Hospital Virgen de la Victoria y está especializado en el tratamiento de trastornos psicológicos y de conducta.

## Características
Bautizado en su origen como Sanatorio Marítimo, fue creado a principios del siglo XX para el tratamiento de la tuberculosis. El diseño de los pabellones se debe al arquitecto Guerrero Strachan, que también construyó elAyuntamiento de Málaga,la Iglesia de los Jesuitas en calle Compañía y el edificio neomudéjar junto al mercado central de Atarazanas. Debido a sus características arquitectónicas e historia, ha sido propuesto por el ayuntamiento para que sea protegido como Bien de Interés Cultural.